# Chondrillinae
Sous-tribu
Les Chondrillinae sont une sous-tribu de plantes de la famille des Asteraceae. 

## Liste des genres et espèces
Selon NCBI (8 avril 2021) :
- genre Chondrilla
  - Chondrilla acantholepis
  - Chondrilla ambigua
  - Chondrilla aspera
  - Chondrilla bosseana
  - Chondrilla brevirostris
  - Chondrilla canescens
  - Chondrilla canescens
  - Chondrilla chondrilloides
  - Chondrilla gibbirostris
  - Chondrilla graminea
  - Chondrilla juncea
  - Chondrilla laticoronata
  - Chondrilla latifolia
  - Chondrilla lejosperma
  - Chondrilla pauciflora
  - Chondrilla phaeocephala
  - Chondrilla piptocoma
  - Chondrilla ramosissima
  - Chondrilla rouillieri
  - Chondrilla  urumoffii
- genre Phitosia
  - Phitosia crocifolia
- genre Willemetia
  - Willemetia stipitata